# Damar (eiland)
Damar, soms ook aangeduid als Damme of Damer, is een Indonesisch eiland in de Bandazee.
Samen met de eilanden Nus Leur , Nus Leur Barat, Terbang Utara en Terbang Selatan vormt Damar het gelijknamige onderdistrict Damar in het regentschap Maluku Barat Daya, provincie Molukken.